# Бобков, Игорь Сергеевич
И́горь Серге́евич Бобко́в (2 января 1991, Сургут, СССР) — российский хоккеист, вратарь клуба КХЛ «Нефтехимик» .

## Биография
Клубную карьеру начинал в городе Сургут, в команде «Олимпиец». Продолжил в магнитогорском «Металлурге», но выступал преимущественно в юношеском чемпионате. В сезоне 2008/2009 провёл 9 игр и пропустил 24 шайбы. В входном драфте НХЛ 2009 был выбран под номером 76 в третьем раунде командой «Анахайм Дакс».
После сезона 2008/2009 перешёл в юношескую команду «Стальные лисы», в которой провёл 14 игр и пропустил 30 шайб. Две игры он отстоял «на ноль» и суммарно отыграл 360 минут.
В сезоне 2010/2011 играл за команду «Лондон Найтс» из хоккейной лиги Онтарио. Также сыграл 2 игры за фарм-клуб «Тампы-Бэй Лайтнинг» «Сиракьюз Кранч».
5 января 2011 года в финале чемпионата мира среди молодёжных команд против сборной Канады вышел на площадку на 27-й минуте вместо Дмитрия Шикина при счёте 0:3. В оставшееся время сборная России не пропустила ни одной шайбы, забросив 5 раз в третьем периоде и одержав победу.
В сезоне 2012/13 выступал за команду «Норфолк Эдмиралс» из АХЛ.
В 2018 году подписал контракт с клубом «Авангард» сроком на 2 года.
Финалист Кубка Гагарина 2019 года и обладатель Кубка Гагарина 2021 года в составе «Авангарда».
В 2021 году подписал контракт с казанским «Ак Барсом». В сезоне 2022/23 выступал за «Автомобилист».
10 мая 2023 года подписал контракт с хабаровским «Амуром». В сезоне 2023/24 сыграл 44 матча и одержал 19 побед. 19 декабря 2024 года клуб расторг соглашение, а 26 декабря Бобков подписал контракт до 31 мая 2026 года с «Нефтехимиком».

## Достижения
| Год  | Команда       | Достижение                 | Достижение |
| ---- | ------------- | -------------------------- | ---------- |
| 2010 | Стальные Лисы | Обладатель Кубка Харламова |            |

| Год        | Команда  | Достижение                        | Достижение |
| ---------- | -------- | --------------------------------- | ---------- |
| 2017       | Адмирал  | Участник Матча всех звёзд КХЛ (3) |            |
| 2019, 2020 | Авангард | Участник Матча всех звёзд КХЛ (3) |            |
| 2021       | Авангард | Обладатель Кубка Гагарина         |            |

| Год  | Команда         | Достижение                                   | Достижение |
| ---- | --------------- | -------------------------------------------- | ---------- |
| 2009 | Россия (юниор.) | Серебряный призёр юниорского чемпионата мира |            |
| 2011 | Россия (мол.)   | Победитель молодёжного чемпионата мира       |            |

| Год  | Команда         | Достижение                                | Достижение |
| ---- | --------------- | ----------------------------------------- | ---------- |
| 2009 | Россия (юниор.) | Лучший вратарь юниорского чемпионата мира |            |